# Offa d'Angeln

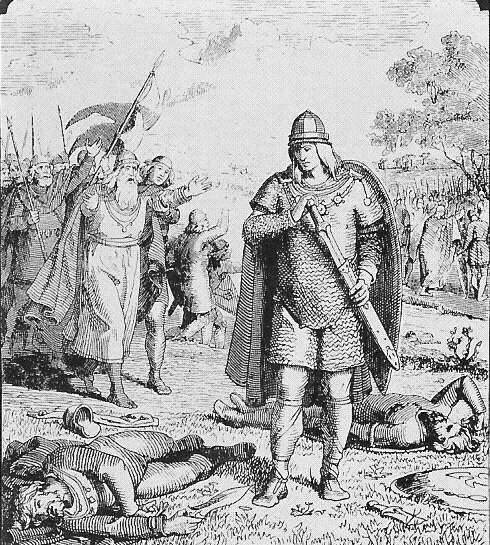
Wermund corre per a abraçar el seu fill victoriós Offa. Il·lustració pel danès Lorenz Frølich en un llibre del.

Offa és un rei llegendari dels angles que apareix a la genealogia dels reis de Mèrcia presentada a la Crònica anglosaxona. Era fill de Wermund i pare d'Angeltheow. És mencionat també en el poema en anglès antic Widsith. Se l'ha identificat amb Uffo (també Uffe o Uffi de Jutlàndia), un llegendari rei danès a la Gesta Danorum de Saxo Grammaticus.
El poema en anglès antic Widsith (segle ix) refereix breument al seu combat singular victoriós, una història que és relacionada extensament pel 12è-segle historiadors danesos Saxo i Svend Aagesen.
Offa també és esmentat als Annales Ryenses, Vita Offae Primi i Vitae duorum Offarum.
Segons el Widsith i les fonts daneses Offa conquerí els myrgings, possiblement un clan d'origen saxó, i incorporant la seva terra a Angel o terres daneses, matant a dos prínceps myrging en combat singular i instal·lant-se com el seu rei.
És probable que el matrimoni d'Offa amb Modthryth, és esmentat al Beowulf (línies 1.949 i 1.957), és la mateixa persona.

## Llegenda
En la narrativa de Saxo, es diu que Uffi havia estat emmudit o silenciat durant la seva joventut. El seu pare envellit i cec, el rei Wermund creia que era un capsigrany i per tal de preservar la posició del seu fill com a rei el feu casar amb la filla de Freawine (un senyor de la guerra/rei veí) de forma que Freawine assistiria Uffi quan esdevingués rei. Tanmateix, aquest pla es truncà, quan Freawine fou mort per un senyor de la guerra errant (un suec anomenat Eadgils). Wermund adoptà els fills de Freawine Ket i Wig. Aquests causarien un gran deshonor als angles quan emboscaren a Eadgils en un bosc mentre passejava sol i el mataren. Els pobles circumdants van començar a burlar-se dels angles, acusant-los de covardia i deshonor. Finalment els saxons veïns van decidir que Wermund era massa dèbil per a resistir-se a la conquesta del seu regne, i van enviar emissaris a la cort de Wermund. Allà escarniren públicament al rei cec, provocant que Wermund desafiés al seu rei a un duel — però el rei declarà que no lluitaria amb un cec. Llavors Uffi recuperà la veu, revelant que havia trencat el seu silenci pel gran deshonor causat per la mort d'Eadgils. Aviat desafià el príncep dels saxons i un dels seus campions a un duel per tal de recuperar l'honor dels angles.
El combat d'Uffi fou dut a terme a Rendsburg una illa al riu Eider a Fifeldore/Monster-Gate, combat que guanyà Uffi matant ambdós adversaris.
Una versió una mica corrupta de la mateixa història és conservada l'obra del segle xiii Vitae duorum Offarum, on, tanmateix, l'escena succeeix a Anglaterra.